# Písečníkovití (žraloci)
Písečníkovití (Odontaspididae) jsou malá čeleď žraloků z řádu obrounů, kteří obývají moře mírného až tropického pásu všech oceánů. Vyskytují se až do hloubky 1600 m. Písečníkovití jsou velcí žraloci s válcovitým tělem, kónickým rypcem a velkou tlamou vyplněnou špičatými zuby uspořádanými v několika řadách. Žaberní štěrbiny umístěné před prsními ploutvemi jsou velké, avšak nezasahují na hřbetní stranu těla. Oči jsou malé. Ocasní násadec postrádá boční kýl. Asymetrická ocasní ploutev má horní lalok delší než spodní. Délka těla se pohybuje mezi 2,2–4,1 m. První hřbetní ploutev je velká, druhá hřbetní ploutev a ploutev řitní jsou jen malé. Prsní ploutve jsou poměrně velké a široké. Hrudní ploutve jsou také velké a takřka dosahují délky první hřbetní ploutve.

## Systematika
Čeleď zahrnuje tři recentní druhy ve dvou rodech a celou řadu fosilních rodů. Mitochondriální studie z roku 2020 seznala, že písečníkovití ve svém současném složení jsou polyfyletičtí, čili tvoří nepřirozenou skupinu, kterou bude potřeba v budoucnu revidovat. Do čeledi se řadí přinejmenším následující rody a druhy:
- rod Carcharias Rafinesque, 1810
  - Carcharias taurus Rafinesque, 1810 (žralok písečný)
- rod Odontaspis Agassiz 1838
  - Odontaspis ferox A. Risso, 1810 (žralok ostrozubý)
  - Odontaspis noronhai Maul, 1955 (žralok velkooký)
- Subfamily Odontaspinae † Herman, 1975 [5]
  - rod Striatolamia † Glikman, 1964
  - rod Carcharoides † Ameghino, 1901
  - rod Parodontaspis † White, 1931
  - rod Priodontaspis † Ameghino, 1901
  - rod Pseudoisurus † Glikman, 1957
  - rod Synodontaspis † White, 1931
- Subfamily Johnlonginae † Shimada, 2015
  - rod Johnlongia †
  - rod Pseudomegachasma † (Shimada, 2015)